# 千石英世
千石 英世（せんごく ひでよ、1949年3月3日 - ）は、日本のアメリカ文学者、文芸評論家。立教大学名誉教授。

## 人物・来歴
大阪府出身。1972年東京教育大学文学部アメリカ文学科卒業、1975年旧・東京都立大学大学院英文学専攻修士課程修了、同助手、1977年明治大学専任講師、1980年助教授、1981年東京都立大学英文学科助教授、1992年立教大学文学部英米文学科教授、同文芸・思想専修教授、2014年定年退任、名誉教授、京都産業大学客員教授を務めた。
1983年「ファルスの複層－小島信夫論」で第26回群像新人賞評論部門受賞（当初は筆名板倉洋を使ったが、発表時に本名に戻す）。以後、アメリカ文学の研究、特にメルヴィル『白鯨』の翻訳のほか、文藝評論でも活躍。村上春樹を批判的に論じた「アイロンをかける青年」もある。親交のある福間健二の映画にいくつか出演している。

## 著書
- 『小島信夫―ファルスの複層』（小沢書店 1988年）
  - 増補版『小島信夫 暗示の文学、鼓舞する寓話』（彩流社 2006年）
- 『白い鯨のなかへ―メルヴィルの世界』（南雲堂 1990年）
  - 増補版『白い鯨のなかへーメルヴィルの世界』（彩流社　2015年）

※『白鯨』論、『マーディ』論、『クラレル』論など旧版より6篇増補。
- 『アイロンをかける青年－村上春樹とアメリカ』（彩流社 1991年）
- 『異性文学論 愛があるのに』（ミネルヴァ書房 2004年）
- 『9・11/夢見る国のナイトメア 戦争・アメリカ・翻訳』（彩流社 2008年）
- 『地図と夢 詩集』七月堂, 2021.1

### 共著・編纂
- 『名作はこのように始まる Ⅱ』（中村邦生共編著　ミネルヴァ書房　2008年）
- 『名作は隠れている』（千葉一幹共編著　ミネルヴァ書房　2009年）
- 『未完の小島信夫』（中村邦生共著　水声社　2009年）
- 『小島信夫批評集成』（全8巻 中村邦生、山崎勉共編　水声社　2010年-2011年）
- 『白鯨 (シリーズもっと知りたい名作の世界』編. ミネルヴァ書房, 2014.12
- 『小島信夫長篇集成』全10巻 中村邦生 共編集委員. 水声社, 2015-16
- 『小島信夫短篇集成』全8巻 中村邦生 共編集委員. 水声社, 2014-15
- 斎藤義重『無十』編. 水声社, 2016.7

### 翻訳
- メルヴィル『白鯨』上下 （講談社文芸文庫 2000年）